# خم رودخانه
خم رودخانه (انگلیسی: Bend of the River) یک فیلم وسترن به کارگردانی آنتونی مان محصول سال ۱۹۵۲ است. فیلم اقتباسی از رمانِ «خم مار» اثر بیل گیولیک است و دومین همکاری سینماییِ آنتونی مان و جیمز استوارت به‌شمار می‌آید.